# Robert Despenser
Robert Despenser, también Robert d'Abetot y Robert fitz Thurstin (Latín medieval: Robertus Dispensator, c. 1066-1098), fue un noble caballero anglonormando, señor de Scryelsby y magnate de la segunda generación tras la conquista normanda de Inglaterra. Hijo de Almeric [Amaury] d'Abitot (c. 1020-1056), perteneciente a una distinguida familia de la nobleza normanda, vinculada a la familia de Guillermo de Tancarville de quien Robert era feudatario. Mayordomo real de Guillermo Rufus. Su nombre aparece en el Libro Domesday como propietario de tierras y también arrendatario principal en Gloucestershire, Leicestershire, Lincolnshire, Oxfordshire y Warwickshire, además de poseer tierras en Worcestershire como feudatario del obispo de Worcester. Roberto restauró algunas propiedades en la Abadía de Westminster en 1098, pero probablemente falleció poco después. En Normandía, Robert fue benefactor del Priorato de Santa Bárbara-en-Auge, fundado por los señores de Tancarville.

## Herencia
Despenser parece que no tuvo herederos varones legítimos propios, ya que su heredero fue su hermano Urse d'Abetot. Es posible que tuviera una hija, ya que algunas de sus tierras fueron heredadas por la familia de Marmion, pero también es posible que una hija de Urse se casara con una miembro de la familia Marmion. El cargo de mayordomo de Despenser también pudo haber recaído en Urse, ya que posteriormente pasó a sus herederos. Un mayordomo posterior, Thurstin, podría haber sido un hijo ilegítimo de Despenser. El escritor medieval Orderico Vital afirma que fue Robert Despenser quien le dio a Ranulf Flambard su apellido Flambard, que significa portador de antorchas o incendiario. Este apellido se le aplicó a Flambard debido a su fuerte personalidad. Su oficio derivó en apellido, Robert Despenser es el primer referente de la familia de Spencer.